# Диаселаки (дем Дескати)
Диаселаки или Селисма (на гръцки: Διασελάκι, до 1927 година: Σέλισμα, Селисма), е село в Република Гърция, в дем Дескати на област Западна Македония.

## География
Селото е разположено на 750 m надморска височина, близо до географската граница между Македония и Тесалия, югозападно под ниската планина Профитис Илияс (Цотина, 930 m). Землището му стига до вододела между басейните на македонската река Бистрица (Алиакмонас) и тесалийската Пеней (Пиниос). Самото село се намира от македонската страна на вододела, на около 7 km югозападно от град Дескати и около 70 km югоизточно от град Гревена.

## История

### В Османската империя
Селисма се появява като ново селище в документ на манастир в Метеора през 1613-1614 година.
След присъединяването през 1881 година на Тесалия към Кралство Гърция Селисма остава под властта на Османската империя като гранично село в рамките на Еласонската каза. Новата османо-гръцка граница минава на няколко километра южно от селото. Според гръцка атинска статистика от 1910 година в Селисма (Σέλισμα) живеят 34 православни гърци.

### В Гърция
През Балканската война в 1912 година в селото влизат гръцки части и след Междусъюзническата в 1913 година Селисима влиза в състава на Кралство Гърция.
През 1927 година името на селото е сменено на Диаселаки.
| Година    | 1913 | 1920 | 1928 | 1940 | 1951 | 1961 | 1971 | 1981 | 1991 | 2001 | 2011 | 2021 |
| --------- | ---- | ---- | ---- | ---- | ---- | ---- | ---- | ---- | ---- | ---- | ---- | ---- |
| Население | 51   |      | 33   | 63   | 123  | 28   | 0    | 0    | 11   | 8    | 2    | 2    |